# 王應元 (猗氏進士)
王應元（？—？），字貞復，號欽承，山西平阳府猗氏縣籍陕西醴泉县人，明末清初政治人物。同進士出身。

## 生平
天啓四年（1624年）甲子科山西鄉試第四十名舉人，崇禎七年（1634年），登甲戌科會試第一百七十七名，廷試三甲第三十二名進士，刑部觀政，本年六月授直隶密云县知县，十年行取，十二年正月被革职为民。後起補京東屯田推官。
順治五年（1648年）仕清，十月授河南道试監察御史，十二月巡按山东，八年三月巡按福建，十年二月因福建巡抚张学圣等偷袭鄭成功厦门老巢，抢掠财物，被浙闽总督刘清泰所奏，王应元因隐瞒不奏，被革职捉拿问罪。

## 家族
曾祖王良卿，恩贡、榮府审理正；嗣曾祖王良辅，监生；祖王楫，庠生；父王道亨，庠生。子王予信，兵部郎中；王予榖、王予蒲，歲贡，王予纁，上林苑丞。